# Leigh Kennedy
Pour les articles homonymes, voir Kennedy.
Leigh Kennedy, née le 4 juin 1951 à Denver dans le Colorado, est une écrivaine de science-fiction féministe américaine qui vit au Royaume-Uni depuis 1985.

## Biographie
Leigh Kennedy publie sa première nouvelle de science-fiction intitulée Salamander dans la revue Analog en juin 1977.
Son œuvre la plus connue est sa nouvelle Her Furry Face (en), nommée pour le prix Nebula de la meilleure nouvelle courte 1983. La nouvelle, qui aborde la problématique de deux singes humanisées et de leur intégration dans la société humaine, est publiée dans Asimov's Science Fiction et cause un scandale à sa sortie, provocant une scission entre les vues éditoriales de Shawna McCarthy (en) et George H. Scithers. Dans cette nouvelle, un primatologue tombe amoureux d'une orang outan nommée Annie. Cette nouvelle apporte un traitement féministe au trope des singes humains en science-fiction, tout comme Surviving (1986) de Judith Moffett (en) et Rachel amoureuse (en) (1987) de Pat Murphy. Les trois histoires contiennent une identification métaphorique entre des primates enfermées dans des cages et des femmes. 
En 1986, elle publie le roman The Journal of Nicholas the American qui traite d'un jeune homme rendu fou par un don d'empathie paranormale. Le style d'écriture de Leigh Kennedy est générateur d'émotions profondes mais succinct et ciselé. Elle n'a pas continué à écrire beaucoup par la suite, même si elle est restée professionnellement dans le domaine de la science-fiction. Elle a fait partie du collectif de publication du journal Lavender Woman (en) à Chicago avec Cynthia Carr et Susan Edwards. 
Elle a été mariée de 1988 à 2011 à l'écrivain Christopher Priest.

## Œuvres

### Romans
- (en) The Journal of Nicholas the American, 1986[2]
- (en) Saint Hiroshima, 1987

### Recueils de nouvelles
- (en) Faces, 1986
- (en) Wind Angels, 2011

- (en) Custer's Last Jump and Other Collaborations, 2003Ce recueil inclut des collaborations avec Steven Utley (en), Bruce Sterling, Howard Waldrop , George R. R. Martin et d'autres écrivains.

### Anthologies
- Alain Dorémieux, Territoires de l'inquiétude récits de terreur, Denoël, coll. « Présence du fantastique » (no 18), 1991 (ISBN 2-207-60017-3, 978-2-207-60017-7 et 2-207-60018-1, OCLC 489974350), « Le Berceau silencieux (The Silent Cradle) »